# Hundeshagens Handschrift

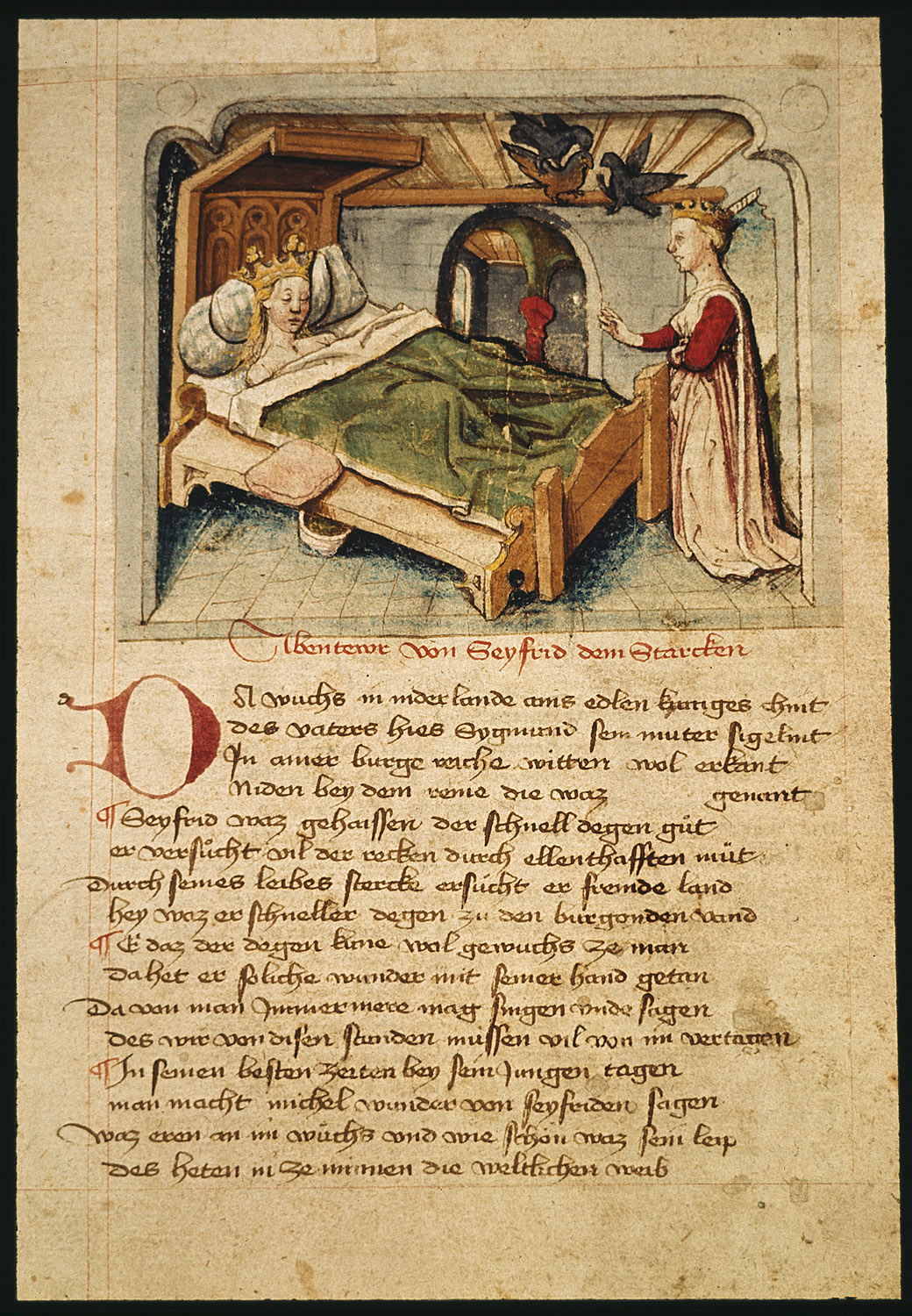
Kolorierte Federzeichnung aus Hundeshagens Handschrift: Kriemhilds Traum vom Falken: Am Fußende des Bettes steht Kriemhilds Mutter Ute

Hundeshagens Handschrift (auch Hundeshagenscher Kodex) ist eine Bilderhandschrift des Nibelungenliedes. Sie ist benannt nach einem Vorbesitzer, Bernhard Hundeshagen (1784–1858). Sie ist verfasst in ostschwäbischem Dialekt.

## Herkunft
Die Handschrift auf Papier stammt aus der Zeit um 1440. Das Buchformat ist Kleinfolio. Sie enthält 37 Miniaturen und ist die einzige historisch illustrierte Bilderhandschrift des Nibelungenliedes. Sie wurde in Mainz aufgefunden und kam über mehrere Vorbesitzer zu dem Baumeister Christian von der Emden (1796–1869), der sie sorgsam hütete und nur jeweils gegen hohe Bezahlung auf einem „Altar im Kerzenschein“ den Interessenten vorführte. Bernhard Hundeshagen war bei Christian van Emden angestellt und erwarb die Handschrift. Er restaurierte sie in jahrelanger Arbeit. Einen geplanten Faksimiledruck konnte er jedoch nicht vollenden. Am 21. November 1867 kam sie in die Königliche Bibliothek in Berlin, heute Staatsbibliothek zu Berlin, sie trägt die Signatur mgf 855.

## Faksimile
- Das Nibelungenlied. Der Hundeshagensche Codex. Ms. germ. fol. 855 der Staatsbibliothek zu Berlin - Preußischer Kulturbesitz, Berlin (I: Faksimile, II: Kommentarband mit Beiträgen von Beate Braun-Niehr, Joachim Heinzle, Klaus Klein, Jürgen Vorderstemann), Gütersloh/München 2012